# Albergo della Lunetta
L'albergo della Lunetta, oggi hotel Lunetta Roma, è una struttura alberghiera italiana ubicata nel centro di Roma, a pochi passi dalla piazza di Campo de' Fiori. 
Occupa un isolato compreso tra via del Biscione, piazza Pollarola, Piazza del Paradiso (al civico 68 vi è l'ingresso), piazza del Pallaro e il Passetto del Biscione. Quest'area corrisponde ad una parte della cavea del teatro di Pompeo, le cui pareti interne sono tuttora visibili nei corridoi dell'albergo che conducono al centro benessere sotterraneo. L'immobile era conosciuto come albergo sin dal XIV secolo e come locanda a partire dal XV secolo; dal 1782, inoltre, inizia ad essere chiamato "albergo della Lunetta". In virtù di tali testimonianze, è considerato la seconda struttura ricettiva più antica di Roma. 

## Storia dell'edificio
La storia dell'edificio che ospita l'hotel Lunetta Roma è legata soprattutto al teatro di Pompeo. Il teatro fu costruito a partire dal 61 a.C., anno del triplice trionfo di Gneo Pompeo Magno e fu inaugurato nel 55 a.C. Sul lato est del recinto si trovava la Curia, dove, il giorno delle idi di marzo del 44 a.C., venne accoltellato Gaio Giulio Cesare.  La cavea del teatro era fondata su sostruzioni, composte di una serie di muri radiali, collegati tra loro da murature semicircolari. Le fondazioni erano realizzate in opus incertum:
questo teatro è l'ultimo monumento databile in cui viene usato questo tipo di muratura. Gli spazi che si venivano a formare tra i muri radiali erano coperti da volte a botte realizzate in "cementizio". Al piano terreno del teatro le volte erano a sesto ribassato. I muri radiali furono realizzati, per la prima volta a Roma, con la tecnica dell’opus reticolatum, in tufo di Monteverde . La presenza dell'opus reticolatum è la prima documentabile a Roma. Le tessere che la compongono hanno lato di 5/6 cm, forma di piramide tronca ed erano disposte per file uniformi inclinate di 45° rispetto al piano. La parte del Teatro relativa alle fondazioni e al piano terreno è rimasta visibile anche nell'edificio attuale.
Nel tardo medioevo, tutta la zona fu interessata da una radicale opera di trasformazione consistente nella costruzione di nuovi edifici sulle rovine del Teatro, tra cui quello che allora fu denominato "Albergo della Luna". L'albergo è ricordato dal Muratori come il primo, a Roma, dove venne costruito un camino. La testimonianza di tal fatto è narrata nella biografia di Francesco da Carrara, signore di Padova, che ne fece fare i lavori quando vi alloggiò nel 1368. Altri documenti del XV secolo lo citano nelle gabelle del vino insieme ai nomi degli albergatori che lo gestivano. Nel XVI secolo ne sono testimoni alcuni scritti di Pietro Aretino . 
Dal 1782 inizia ad esser chiamato "albergo della Lunetta", per la presenza, sulla facciata, di un'insegna raffigurante una mezzaluna.  Dopo l'unità d'Italia, la proprietà risulta esser passata all'ospizio di Tata Giovanni, uomo di carità e artigiano romano, che utilizzò la struttura per ospitare ragazzi senzatetto.
L'albergo della Lunetta, a partire dal 1998, divenne proprietà della società Lunetta Immobiliare srl, ma per i successivi 10 anni, è stato mantenuto in vigore il contratto con la famiglia che, fino a quel momento, ne aveva curato la gestione.  Dal 2008 ha assunto la denominazione di hotel Lunetta e tra il 2008 e il 2011 è stato oggetto di una radicale opera di ristrutturazione.